# 扎希爾內 (赫梅利尼茨基州)
參數所指定的目標頁面不存在，建議更正成存在頁面或直接建立下列一個頁面（建立前請先搜尋是否有合適的存在頁面可以取代）：
- 扎希爾內

49°40′47″N 27°30′0″E / 49.67972°N 27.50000°E
扎希爾內（羅馬化：Zahirne）是位於烏克蘭西部赫梅利尼茨基州赫梅利尼茨基區舊康斯坦丁尼夫市鎮的村莊。該村面積1.32平方公里，海拔高度298米，2001年人口198，人口密度每平方公里150.5人。